# Atarrabi

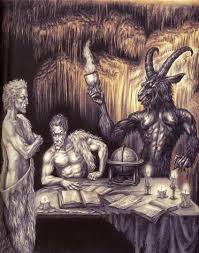
Mikelats i Atarrabi a la cova del diable.

Atarrabi o Atarabi és un personatge important de la mitologia basca. És un dels fills de Mari i Sugaar, la deessa dels bascos. També es coneix com a Atarrabio, Ondarrabio i Atarrats. Se l'assimila popularment a Pedro de Axular amb els noms d'Atxular o Axular.
Amb el seu germà Mikelats, Atarrabi va anar a l'escola de diables. Havia de tenir-ne un per tenir-lo al seu servei. Va ser el preu a pagar per aquesta educació. Hi ha diverses llegendes sobre ell, entre les quals la que Atarrabi esdevingué sacerdot. Va ser rector de Sara (Lapurdi), poble on hi ha coves molt freqüentades, properes a les de Zugarramurdi, on va tenir lloc l'akelarre que va iniciar el famós judici de bruixes a Logronyo l'any 1610 (Navarra). És el fill bo.